# كاتي كيم (عازفة الجاز)
كاتي كيم (هانغل: 케이티 김) هي عازفة الجاز كورية جنوبية، ولدت في 10 ديسمبر 1993 في بتشون في كوريا الجنوبية.

## وصلات خارجية
- كاتي كيم على موقع ميوزك برينز (الإنجليزية)